# Інтима

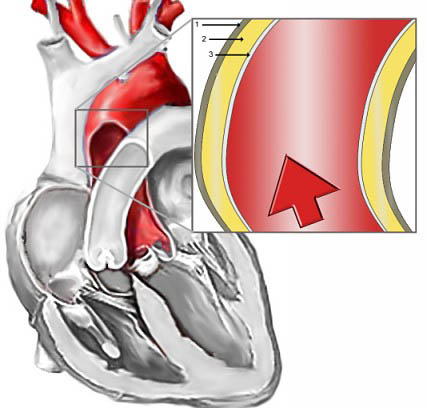
Аорта: 1. еластична мембрана (зовнішня оболонка або tunica externa, 2. м'язова оболонка (tunica media), 3. внутрішня оболонка (tunica intima)

Інти́ма судини (лат. tunica intima — «нижня сорочка», «внутрішня оболонка») — внутрішня оболонка кровоносної судини (артерії або вени), яка складається з шару ендотелію та з'єднувальнотканинного прошарку — субендотелію. Поверхня здорового ендотелію володіє антитромбогенними та антиадгезивними властивостями. Цей клітковинний шар функціонує як напівпроникна мембрана, синтезуючи та секретуючи ряд регуляторних з'єднань, які забезпечують нормальний стан інших судинних тканин.